# Ндонго
Королівство Ндонго — доколоніальне державне утворення на території Північної Анголи, створене етносом мбунду.

## Історія
Згідно з усними відомостями, зібраними єзуїтом, засновником держави став Нгола Кілундже (за іншою версією — Нгола Кінен), що прийшов в ці місця з Конго.
Перша згадка про Ндонго припадає на початок XVI століття. В цей час воно виплачувало данину королівству Конго.

### Спроба здобуття незалежності
1518 року Ндонго звернулося до Португалії з проханням надіслати християнських місіонерів і також визнати їх незалежними від Конго. 1520 року посланці прибули, проте під тиском короля Конго Афонсу I були змушені переправити місіонерів до Конго. У Ндонго ж для проповідей були спрямовані християнізовані конголезці.
У середині 1550-х років король Ндонго знову направив переговорну місію до Португалії, щоб заручитися її підтримкою в боротьбі проти Конго. Серед прибулих 1556 року португальців на чолі з Паулу Діаш де Новаїшем, онуком Бартоломеу Діаша, було кілька єзуїтів, однак договір укладено не було. Діаш поїхав, залишивши в Ндонго єзуїтів.

### Португальські захоплення
1571 року португальський король Себастьян I надав право Діашу заснувати укріплені європейські поселення на території Анголи. Діаш прибув на узбережжя Південно-Західної Африки, де в 1575 році заснував місто Сан-Паулу-ді-Луанда (сучасна Луанда).
У 1579—1599 роках королівство Ндонго воювало з португальцями, але останні продовжили свою експансію. Правителька Ндонго Зінга Мбанді Нгола активно намагалася їм протистояти з 1624 року.